# Ramón Medina Bello
Ramón Ismael Medina Bello (ps. El Mencho, ur. 29 kwietnia 1966 w Gualeguay) – argentyński piłkarz, grający na pozycji napastnika.
Rozpoczął swoją karierę w 1986 roku w Racing Club, gdzie grał przez trzy lata po czym zmienił barwy klubowe na River Plate, dla którego w 124 meczach zdobył 54 bramki. W sezonie 1994/1995 grał dla japońskiego Yokohama F. Marinos, ale w 1996 roku zdecydował się na powrót do River Plate. Rok później po raz kolejny zmienił otoczenie i zaczął grać dla Talleres Córdoba. Z tego klubu odszedł w 1999 roku, ale do piłki nożnej powrócił po dwuletniej przerwie w 2001 roku. Przez trzy lata (do 2004) grał dla Sportivo Dock Sud, a w 2005 w klubie Juventud Unida zakończył karierę.